# Новороссия (проект)

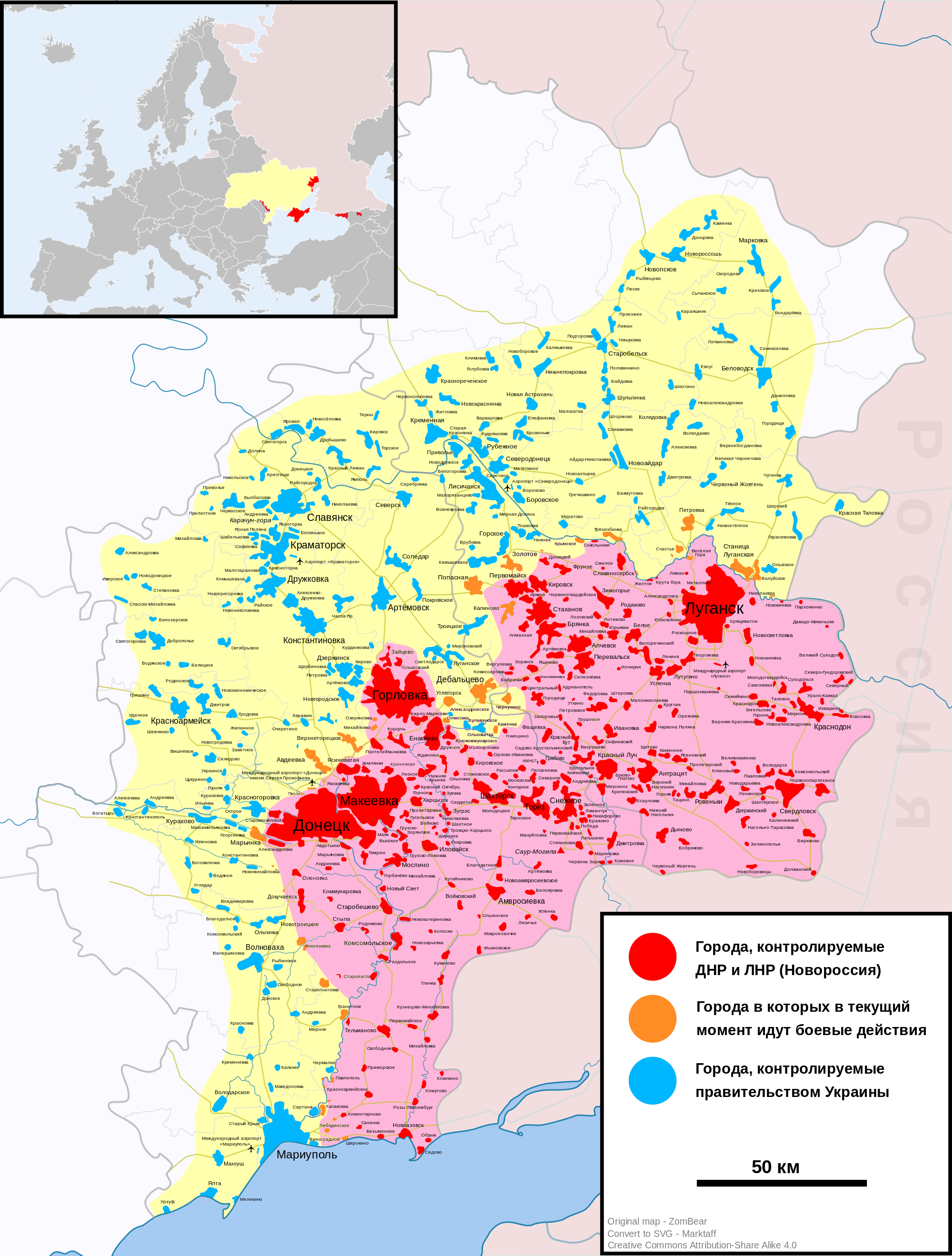
Карта военных действий в Донбассе на сентябрь 2014 года, самопровозглашённые ДНР и ЛНР выделены красным

«Новоро́ссия» (укр. Новоросія), также «Союз Народных Республик» (укр. Союз Народних Республік) — проект конфедерации подконтрольных России Донецкой Народной Республики (ДНР) и Луганской Народной Республики (ЛНР) на востоке Украины.
Концепция Новороссии появилась в общественном дискурсе с началом войны на Донбассе. Ссылаясь на историческую Новороссию, бывшую имперскую российскую территорию, отвоёванную у казаков и османов, на которой было предложено селиться российским поселенцам, Россия продвигала концепцию Новороссии как новую идентичность в оккупированных частях Донецкой и Луганской областей Украины.
22 мая 2014 года прошел конгресс партии «Новороссия». В течение года проект был приостановлен: 1 января 2015 года учредители проекта объявили, что проект приостановлен, а 20 мая того же года объявили о его заморозке.

## Исторический фон
В конце XVIII века победа над Крымским ханством позволила расселение славян в юго-восточной части Украины. Во второй половине XIX века индустриализация Донбасса привлекла большое количество рабочей силы. Российская историческая интерпретация назвала эту новозаселенную территорию от Одессы до Донецка «Новой Россией» (Новороссией), в то время как украинская точка зрения подчеркивала, что большинство переселяющихся на юг было украиноязычными этническими украинцами. Это привело к спору двух национальных исторических трактовок — по территориальному («правительство России заселяло …») и этнографическому принципу («украинцы заселяли …»).
Украина была одним из центров аккумулирования эмиграционных потоков в Советском Союзе, что способствовало также ассимиляции и русификации украинского населения: доля украиноязычных в населении уменьшилась, а доля русскоязычных — возросла. Доля считающих украинский язык родным в населении Украинской ССР между 1959 и 1989 гг. сократилась с 73,0 % до 64,7 %. Особенно заметным было сокращение доли считающих украинский язык родным в южных и восточных областях: в Луганской области — на 15,6 % (с 50,5 % до 34,9 %), в Донецкой области — на 13,8 % (с 44,4 % до 30,6 %), в Запорожской области — на 11,7 % (с 61,0 % до 49,3 %), в Харьковской области — на 10,7 % (с 61,2 % до 50,5 %), в Днепропетровской области — на 10,6 % (с 72,1 % до 61,5 %), в Николаевской области — на 9,2 % (с 73,4 % до 64,2 %), в Херсонской области — на 8,0 % (с 75,7 % до 67,7 %).
О культурно-историческом понятии «Новороссия» вспомнили вскоре после российской аннексии Крыма и на фоне пророссийских протестов на юго-востоке Украины. 17 апреля 2014 года президент Российской Федерации Владимир Путин, отвечая на один из вопросов во время «прямой линии» с гражданами, сделал следующее заявление: «Пользуясь ещё царской терминологией, я хочу сказать, что это же не Украина, это Новороссия. Вот этот Харьков, Донецк, Луганск, Херсон, Николаев, Одесса — они в царские времена не входили в состав Украины, а были переданы ей позже. Зачем это было сделано, я не знаю». Историк Сергей Плохий видит в этом заявлении Путина развитие ложных идей Александра Солженицына о населённых русскими территориях, переданных Украине, и указывает, что это не соответствует исторической действительности: Харьков, Луганск и Донецк не входили в провинцию 18 века, а к моменту образования Украинской ССР доля русского населения исторической Новороссии не превышала 17 %. При этом российские войска проводили военные учения на границе с восточной Украиной, демонстрируя готовность ко вторжению, а сам Путин в апреле 2014 года говорил, что он «надеется» на то, что ему «не придётся» воспользоваться правом использовать войска в Украине, которое ему было предоставлено 1 марта 2014 года Советом Федерации. В то время Москва требовала федерализации Украины, оказывая давление на новое украинское руководство, пришедшее к власти после Евромайдана, поощряя при этом пророссийские протесты в преимущественно русскоязычных на тот момент регионах Украины. Идея создания «Новороссии» становится идеологическим обоснованием для оправдания военно-политической российской поддержки радикальных сепаратистских движений в Украине.

## История проекта

Использовавшийся частью пророссийских активистов флаг «Новороссии»

В ходе пророссийских протестов на юго-востоке Украины в Донецкой и Луганской областях в апреле—мае 2014 года при участии России были образованы самопровозглашённые Донецкая Народная Республика (ДНР) и Луганская Народная Республика (ЛНР). 24 мая их руководители подписали Совместную декларацию о создании Союза Народных Республик (СНР) и сформировали Совет СНР, в который вошли по три представителя от обеих сторон. 24—25 июня Верховные советы ДНР и ЛНР делегировали по 30 депутатов в будущий парламент СНР, а премьер-министр ДНР Александр Бородай заявил о том, что у союзного государства будет собственная конституция. 26 июня на первом заседании парламента СНР был принят Конституционный акт о создании Союза Народных Республик, согласно которому предусматривалась открытость нового государственного образования для вступления других стран (то есть других «народных республик», возникновение которых предусматривалось на территории украинских областей). Спикером парламента был избран Олег Царёв.
14 июля 2014 года на втором заседании парламента Союза Народных Республик название нового конфедеративного государства было изменено на Новороссию. После августа 2014 года какая-либо активность в рамках этого конфедеративного проекта прекратилась — как отмечают историки и политологи из ДНР, причинами этому послужили как военно-политическая ситуация вокруг сепаратистских образований, так и собственные амбиции их руководителей.
Весной 2015 года Олег Царёв и его заместитель Александр Кофман заявили о том, что проект «Новороссия» заморожен, поскольку его реализация не предусмотрена Вторыми минскими соглашениями.